# Narcoestado
El término narcoestado o narcoeconomía (con la partícula narco-: "droga"; y más específicamente: "asociado con el tráfico ilegal de drogas"), es un neologismo económico y político que se aplica a aquellos países cuyas instituciones políticas se encuentran influenciadas de manera importante por el poder y las riquezas del narcotráfico, cuyos dirigentes desempeñan simultáneamente cargos como funcionarios gubernamentales y miembros de las redes del tráfico de drogas narcóticas ilegales, amparados por sus potestades legales.
Actualmente no existe ninguna institución u organismo que establezca criterios para definir qué es un narcoestado. Sin embargo, el término se usa en el discurso político y mediático con base en la situación de un país, y está en ocasiones influido por tendencias partidarias.

## Uso
El uso del término comenzó a implantarse en los años 1980 con la aparición de poderosas organizaciones mafiosas en Colombia (los carteles de Medellín, Cali y del Norte del Valle), siendo particularmente notable el caso de Pablo Escobar, fundador del cartel de Medellín, quien había logrado convertirse en representante de Medellín ante el Congreso en 1982. También se estima que el Cartel de Cali logró influir en la campaña presidencial de Ernesto Samper.
Para el Dr. Paul Rexton Kan, los narcoestados se pueden dividir en cinco categorías según su nivel de dependencia en el comercio de narcóticos y la amenaza que el narcotráfico en dicho país representa para la estabilidad nacional e internacional. Estas cinco categorías son: incipiente, en desarrollo, serio, crítico y avanzado. En su libro Tráfico de droga y Seguridad Internacional (2016), Kan ofreció ejemplos para cada categoría, colocando a Afganistán, Birmania, Guinea-Bisáu y Corea del Norte en la categoría de «avanzado». También clasificó a los países según su papel en el narcotráfico en: fuente, de transporte e híbrido.
Pierre-Arnaud Chouvy dice en su artículo El mito del narco-estado que el uso reciente del término "narcoestado" ha sido cuestionado por ser aplicado de manera demasiado amplia y sin un criterio claro, en particular luego de la atención mediática hacia Guinea-Bisáu, catalogado como "el primer narcoestado del mundo" en 2008, y más bien el término debería referirse solo a aquellos países en los que el comercio de narcóticos está patrocinado por el estado y constituye la mayoría del PIB general de un país.

## Países señalados como narcoestados
Instituciones, organizaciones, funcionarios, analistas y comentaristas nacionales o extranjeros han usado el término «narcoestado» para referirse a la situación de un país, o para alertar sobre la posibilidad de que el mismo se convierta en uno.

### En África

#### Guinea-Bissáu
El primer país considerado un narcoestado en el mundo fue Guinea-Bisáu en 2008, al cual la ONU llamó «el primer narco-estado de África» y la Casa Blanca catalogó como un refugio de narcotraficantes. A partir de 2005 se constató un aumento del tráfico de droga proveniente de Sudamérica con rumbo a Europa, debido a la apertura de nuevas rutas de tráfico de drogas a través de la región de África Occidental. Según la Oficina de Naciones Unidas contra la Droga y el Delito (ONUDC) el valor del tráfico de droga supera los ingresos nacionales. En 2007 la ministra de Justicia Carmelita Pires constató en una conferencia internacional sobre narcotráfico la implicación de políticos, policías y militares involucrados en narco-actividades, lo que le costó serias amenazas de muerte.
Para el Departamento de Estado de los Estados Unidos, Guinea-Bisáu es un centro del transporte de droga en la región, con la complicidad de los más altos niveles políticos y militares. Como prueba de ello, en 2010 el Departamento del Tesoro de los Estados Unidos designó a José Américo Bubo Na Tchuto y a Ibraima Papa Camara como cerebros del tráfico de la droga. Bubo Na Tchuto era jefe de personal de la Marina y en 2016 fue recibido por el primer ministro como “héroe de la revolución” tras pasar tiempo en una prisión de Estados Unidos; mientras que Papa Camara se mantuvo hasta 2017 en su cargo como jefe de personal de la Fuerza Aérea a pesar de la designación. El país es mencionado como un ejemplo de narcoestado.

#### Nigeria
Nigeria se ha convertido en la última década en un importante productor de metanfetaminas. Desde el primer descubrimiento de la Agencia Nacional de Control de Drogas (NDLEA) en Lagos en 2011 de un laboratorio clandestino de metanfetamina, se han desmantelado 17 más en otras partes del país. La cantidad de metanfetamina incautada se ha disparado, pasando de 177 kg en 2012 a 1,3 toneladas en 2017.
A finales de 2018, tras el desmantelamiento de un laboratorio en la aldea de Obinugwu en el sudeste de Nigeria, el comandante del Equipo de Aplicación Especial de la NDLEA, Sunday Zirangey, habría dicho que la metanfetamina era una grave amenaza y que Nigeria corría el riesgo de convertirse en un narcoestado.
Según advierten los expertos, no es fácil detener el aumento de la metanfetamina en Nigeria. Ya que, pese al riesgo de arresto e incluso ejecución para los traficantes en Asia, las ganancias son irresistibles en un país donde el salario mínimo es de solo 50 dólares al mes, subraya AFP.

#### Cabo Verde
La ubicación de Cabo Verde lo convierte en un importante punto de transbordo y almacenamiento de drogas traficadas desde América Latina a Europa (ver mapa a continuación). Según un informe de 2016 de la Oficina de las Naciones Unidas contra la Droga y el Delito (UNODC), Cabo Verde encabezó la lista de países de África occidental donde se incautó la mayor cantidad de cocaína entre 2009 y 2014, tanto en el mar como en tierra. Le siguen Gambia, Nigeria y Ghana.
La erradicación del narcotráfico es una prioridad a largo plazo. Requiere respuestas de varios niveles y fondos sustanciales. La comunidad internacional debe apoyar el plan de acción nacional de Cabo Verde y su implementación completa para 2023. Esto evitará que el país sea etiquetado como un narcoestado, una marca que amenaza la estabilidad política y económica y daña la industria del turismo.
Se dice que el dinero de la droga está presente en toda la isla. Según una evaluación de 2016 de la Unidad de Información Financiera del país, Cabo Verde es particularmente vulnerable al lavado de dinero relacionado con el tráfico de drogas. El estudio mostró que los delincuentes utilizaban empresas, notarios, organizaciones no gubernamentales y empresas inmobiliarias para blanquear dinero. El jefe de la UNODC para África Occidental y Central, Pierre Lapaque, le dijo a Al Jazeera en 2016 que el dinero sucio se insertó en la economía y nadie sabía realmente cuánto.

#### Ghana
En lo que se refiere al tráfico de droga en Ghana, este país ocupa un sitio importante en el cultivo, la transformación y el tránsito del cannabis en África de Oeste. En este país, el cannabis se produce en una gran escala y proporciona un mercado interior evaluado a más de 2 millones de consumidores. Además de esto, hay que añadir las dimensiones regionales e internacionales de este tráfico que se desarrolló gracias a una demanda persistente.
Las redes ghanesas del tráfico del cannabis son muy activas, y estarían al origen de la propagación del cultivo del cannabis dentro de la subregión, particularmente, en Gambia, Senegal y Burkina-Faso. Los traficantes ghaneses se ocupan del suministro de las semillas, compran las cosechas y organizan el transporte. Que se trate de grupos armados o de traficantes que desafían las autoridades por violencia y corrupción, este tráfico queda lucrativo en tiempos de paz así como en tiempos de guerra.

### En América

#### Bolivia
Bolivia está en un debate mediático con opinólogos nacionales y extranjeros que lo definen como un narcoestado mientras lo gobernaba el líder Evo Morales, mientras que otros argumentan que esa imagen es una construcción mediática que han hecho líderes opositores y diversos medios de comunicación nacionales y extranjeros. En 2011, fue condenado en Estados Unidos un excomandante de la Fuerza Especial de Lucha Contra el Narcotráfico de Bolivia; por el contrario, en años posteriores la Oficina de Naciones Unidas Contra la Droga y el Delito ha felicitado los esfuerzos del país en la lucha contra el narcotráfico, aprobando el gobierno boliviano varias leyes y regulaciones orientadas a combatir el lavado de dinero.

#### Colombia
Colombia ha sido llamada narcoestado por figuras mediáticas y analistas políticos nacionales e internacionales. Otros han manifestado que se encamina a convertirse en uno debido a los escándalos de altos funcionarios o familiares de estos en actos de corrupción y narcotráfico.

#### Perú
El término fue utilizado por el narcotraficante peruano Demetrio Chávez Peñaherrera para refererise al Perú durante el gobierno de Alberto Fujimori. Chávez Peñaherrera declaró que fue torturado cuando denunció que el asesor presidencial Vladimiro Montesinos cobraba 50,000 dólares al mes por el uso de una pista de aterrizaje clandestina ubicada en la amazonía peruana. Se cree que el entonces Servicio de Inteligencia Nacional del Perú (SIN) colaboraba con actividades de narcotráfico durante el Fujimorato. En junio de 2011 IDL-Reporteros publicó una investigación sobre el uso de aviones de la Fuerza Aérea peruana, incluido el avión presidencial, para el contrabando masivo de clorhidrato de cocaína desde Perú hacia otros países como Estados Unidos y Rusia. Se han encontrado decenas de kilos de cocaína durante el gobierno de Fujimori no solo en aviones sino también en barcos pertenecientes a la Marina de Guerra del Perú. También se han utilizado helicópteros del estado para mover pasta básica en el VRAE y la cuenca del Alto Huallaga, y más de 350 militares han sido procesados por participar en actividades de narcotráfico.
Posteriormente, en 2014, el entonces ministro del Interior Daniel Urresti señalo que la Dirección Antidrogas de la Policía Nacional (Dirandro) identificó a 115 candidatos a la alcaldía de gobiernos locales que tendrían antecedentes relacionados al narcotráfico. Se cree que existen clanes familiares vinculados al narcotráfico y al lavado de activos que buscan posicionarse y se posicionan en puestos públicos para subvertir las instituciones políticas de Perú.

#### Venezuela
En 2005, el presidente Hugo Chávez cesó las actividades de la DEA en Venezuela, por considerarla una herramienta de espionaje en ese país, que además apoyaba el narcotráfico. Esto, sumado a la suspensión del acuerdo de sobrevuelo para monitoreo de narcovuelos y la aprobación de una nueva ley contra el tráfico de drogas, fortalecieron el narcotráfico en el país, asegura InSight Crime.

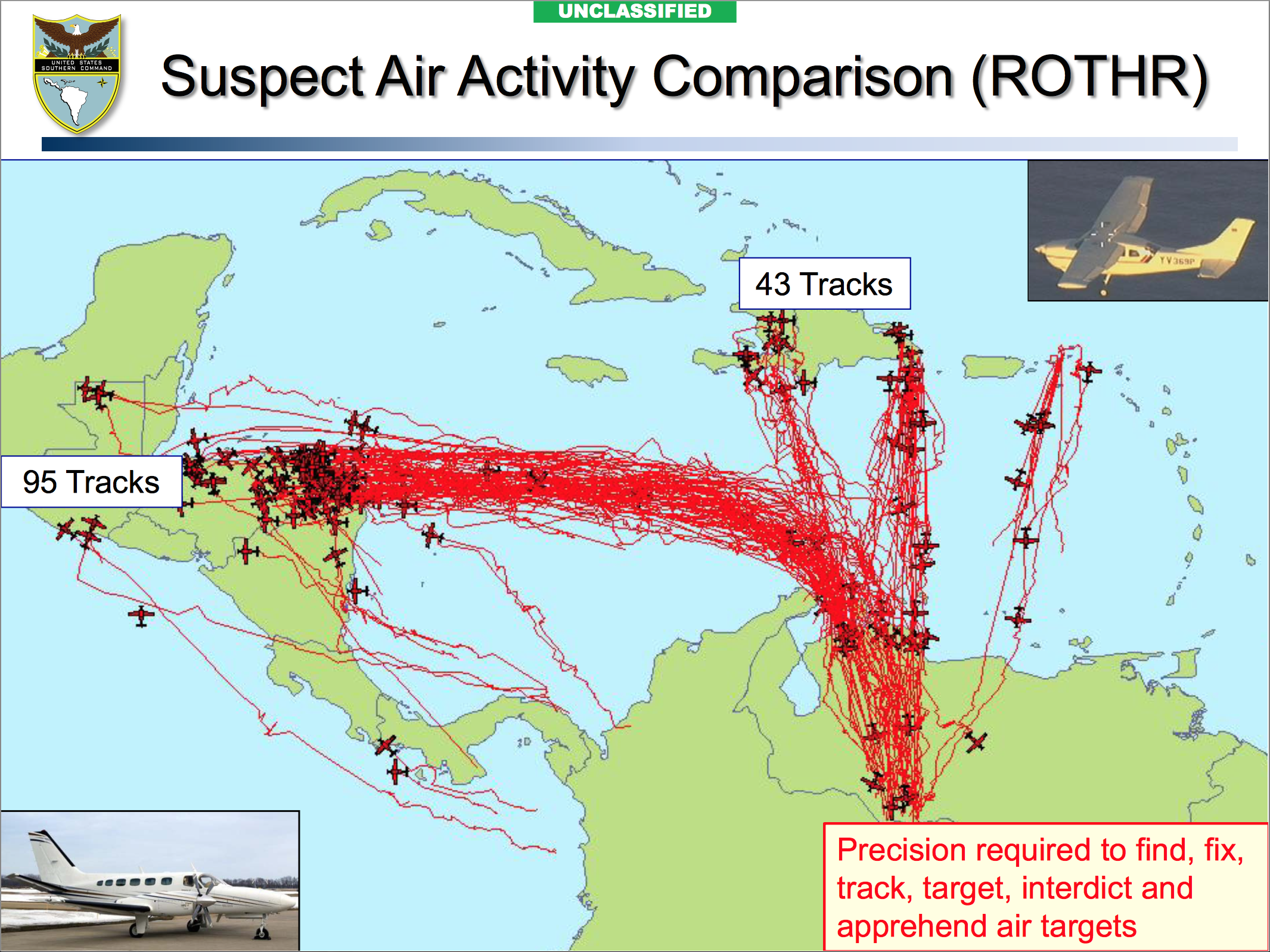
Narcovuelos registrados por el Comando Sur de Estados Unidos en 2010; la mayoría de ellos desde Venezuela.

En 2009, un informe del Congreso de Estados Unidos advirtió sobre la fuerte penetración del narcotráfico en Venezuela, con altos funcionarios y militares implicados, y con un aumento en el transporte anual de droga de 60 a 260 toneladas entre 2004 y 2007 —el 17 % de toda la droga producida en el mundo en 2007. Según el informe, esto se incentivó por los altos niveles de corrupción en el gobierno y las fuerzas del orden, sobre todo de las Fuerzas Armadas venezolanas y sus estrechos lazos con la guerrilla colombiana, muy involucrada en el narcotráfico.
En 2012, el exfiscal venezolano Eladio Aponte acusó por primera vez al gobernante venezolano de involucrarse en el negocio de la droga, encubriendo operaciones y a militares presuntamente ligados; y entregó documentos a la DEA que indicaban una red de narcotráfico encubierta por la justicia venezolana. Aponte acusó además a Diosdado Cabello, entonces presidente de la Asamblea Nacional de Venezuela, al general Clíver Alcalá y a Néstor Reverol, entonces director de la Oficina Nacional Antidrogas (ONA), de desempeñar importantes cargos en el narconegocio.
Desde 2008, empresas y una decena personas entre funcionario y militares fueron señalados como parte importante de la red de narcotráfico por el Departamento del Tesoro de los Estados Unidos. El Departamento de Estado de ese país reporta que bajo el mandato de Nicolás Maduro (desde 2013) no se ha tomado ninguna acción contra los señalados, muchos de los cuales fueron ascendidos a altos cargos. También reporta que la ONA no ofrece datos desde 2015.
En noviembre de 2017, la embajadora estadounidense ante las Naciones Unidas, Nikki Haley, llamó a Venezuela un «narcoestado de creciente violencia que amenaza la región, al hemisferio y al mundo». Ese año dos sobrinos de la primera dama Cilia Flores fueron condenados en Estados Unidos por conspirar para traficar droga, según la fiscalía, con la autorización del presidente Nicolás Maduro. Además se hallan imputados por la justicia estadounidense: Néstor Reverol, actual ministro del Poder Popular, acusado de haberse convertido en uno de los principales actores del narcotráfico en Venezuela desde que encabezaba la ONA; y Tareck El Aissami, ministro y vicepresidente del área económica, y uno de los hombres más cercanos a Nicolás Maduro.
Venezuela también fue catalogado como un narcoestado «como no se ha visto en el continente» por el presidente de la Organización de Estados Americanos, Luis Almagro, y por el exministro de defensa de Colombia, Guillermo Botero. Actualmente, a la red de funcionarios y militares venezolanos que participan en narcoactividades se les conoce como el Cártel de los Soles.
Desde 2019, se ha estado reportando múltiples cargamentos de drogas que proceden de Venezuela en múltiples islas del Caribe como lo son Curazao, Aruba y Trinidad y Tobago

#### Ecuador
El país Latinoamericano más violento en tiempos recientes ha tenido una problemática de delincuencia masiva desde el 2020 y una epidemia de drogadicción como una de las principales problemáticas de salud en el país, también cabe resaltar que actualmente el país enfrenta una situación de un conflicto armado interno desde el 9 de enero de 2024, en medio de varias bandas y Cárteles en el país que también son organizaciones asociadas a los grandes Cárteles Mexicanos, dichas bandas violentas como lo son Los Choneros, Los Lagartos, Los Tiguerones, Los Lobos, Los Chone Killers, no sólo se disputan el poder en las calles, si no también en las diferentes cárceles del país, en donde han sucedido violentos motines en muchas cárceles del país, especialmente en la Penitenciaría del Litoral de Guayaquil, además se creen que han tenido un gran poder corruptor como para que también Ecuador según "The Economist" haya sido señalado como un "nuevo narcoestado" en América Latina.

#### Guatemala
Ya desde 2010 y 2011 El Pentágono y fiscales guatemaltecos advertían del alto riesgo de que Guatemala se convirtiera en un narcoestado. En junio de 2019, analistas en seguridad, todos exfuncionario de agencias de seguridad estadounidenses, advirtieron que Guatemala está a las puertas de convertirse en un narcoestado debido a la infiltración de estructuras criminales en instituciones de seguridad y de partidos políticos, donde candidatos con señalamientos por nexos con el crimen organizado resultaron elegidos en las elecciones generales de 2019. La misma opinión comparte Carlos Menocal, exministro de Gobernación de Guatemala. También el actual ministro de Defensa, Luis Miguel Ralda, dijo que Guatemala está próximo a ser un narcoestado y reconoció que el dinero del narconegocio invade las instituciones estatales y financia a candidatos. Tal fue el caso del excandidato presidencial Mario Estrada, arrestado en Estados Unidos bajo cargos de solicitar financiación política al Cartel de Sinaloa y conspirar para asesinar rivales políticos.

#### Honduras
En 2008, el comisionado nacional de los derechos humanos, Ramón Custodio y el embajador de Francia, Laurent Dominati, advirtieron del riesgo que Honduras se convirtiera en un narcoestado. Entre 2014 y 2017 se extraditaron a ese país del norte importantes cabecillas de carteles hondureños, entre ellos los jefes de los Cachiros —los hermanos Javier Eriberto y Devis Leonel Rivera Maradiaga—, cuyas declaraciones involucraron a Tony Hernández, hermano del expresidente hondureño Juan Orlando Hernández y declarado culpable en Estados Unidos por cargos de narcotráfico, al presidente anterior Porfirio Lobo (2012-2014), investigado en Honduras por nexos con el narcotráfico, y a su hijo, Fabio Lobo, condenado por actividades ligadas al narcotráfico. Además fue condenado el exsecretario de la Presidencia Yani Rosenthal (2006-2008), por lavado de dinero para ese Cartel. En documentos presentados contra narcotraficantes hondureños en Estados Unidos se reveló que el presidente Hernández fue investigado por narcotráfico, en uno de los cuales se asegura que Hernández usó «el tráfico de drogas para ayudar a hacerse con el poder y el control en Honduras». Además, el abogado de la fiscalía en el caso de Tony llamó a Honduras un narcoestado que «patrocina» el tráfico de droga. Algunas de estas situaciones merecen, según analistas salvadoreños, que Honduras sea considerado un narcoestado. Lo considera también un narcoestado la Organización Fraternal Negra Hondureña y la congresista estadounidense Norma Torres.

#### México
Debido al poder que ejerce el narcotráfico en México, en años recientes comentaristas y periodistas lo han llegado a calificar como un narcoestado, o han alertado de la posibilidad de que se convierta en uno. En agosto de 2020, al ser cuestionado sobre si México puede definirse como narcoestado, el entonces presidente mexicano Andrés Manuel López Obrador dijo que «sí se puede hablar de un narcoestado porque estaba tomado el gobierno».

#### Haití
Desde el regreso al poder de Jean-Bertrand Aristide en 2000 que los carteles de la droga y las bandas armadas ocuparon cada vez más el espacio público, hasta el punto de que figuras notorias del tráfico de narcóticos se postularan a cargos parlamentarios para defender directamente sus intereses. Haití se convierte así en un narco-Estado. Ni la salida forzada de Aristide en 2004 ni el terremoto en 2010 cambiarán esta situación. Un informe del Small Arms Survey Program apoyado por el Instituto de Estudios Internacionales en Ginebra informa, ya en 2005, más de 400,000 armas en circulación (en un país cuya población es de aproximadamente 10 millones).

### En Asia

#### Afganistán
Tras la caída del régimen de Talibán con la invasión de una coalición internacional liderada por Estados Unidos en octubre de 2001, el país se convirtió rápidamente en el principal productor de opio del mundo. En 2004 la Oficina de Naciones Unidas contra la Droga y el Delito advertía sobre la posibilidad crítica de Afganistán de convertirse en un «narcoestado», país que entonces proveía el 90 % de la heroína consumida en Europa. Hoy Afganistán es la fuente del 90 % de la heroína consumida a nivel mundial, con alrededor de 354 000 personas trabajando a tiempo completo en el negocio de la droga y ganancias que representan el 7 % del PIB de ese país. En 2019 el inspector general Especial para la Reconstrucción de Afganistán (SIGAR), un ente vigilante del Congreso de los Estados Unidos, alertó sobre el riesgo de que el país «se convierta en narcoestado», aunque por su situación, Afganistán ya es mediáticamente considerado un narcoestado.

#### Siria
En abril de 2021, un informe del Centro para el Análisis Operacional e Investigación, que se enfoca en Siria, llamó al país «uno de los más recientes narcoestados», señalándolo como el «epicentro global de la producción de [la droga] Captagon». El informe asegura que en 2020 la exportación de Captagon desde Siria alcanzó un valor de mercado de al menos 3.46 mil millones de dólares estadounidenses, siendo los principales beneficiados el régimen del presidente Bashar al-Ásad y sus aliados. The Guardian mencionó el reporte en su nota "'Un negocio sucio': Cómo una droga está convirtiendo a Siria en narcoestado".

#### Líbano
El tráfico de drogas ilegales ha dominado el Líbano desde la década de 1960. En 2014, las autoridades libanesas incautaron 25,4 millones de tabletas de Captagon en el aeropuerto y el puerto de Beirut. En abril de 2015, el Consejo Europeo declaró que Líbano se convirtió en un país de tránsito para el tráfico de drogas.
En abril de 2021, las autoridades griegas incautaron cuatro toneladas de cannabis escondidas en maquinaria para hacer postres en El Pireo, que se dirigía del Líbano a Eslovaquia. En el mismo mes, las autoridades de Arabia Saudita incautaron 5,3 millones de pastillas de Captagon escondidas en frutas importadas del Líbano. Arabia. En mayo de 2021, las autoridades libanesas confiscaron cocaína escondida en Makdous, con destino a Australia. En el mismo mes, la aduana libanesa en el aeropuerto de Beirut incautó 60 toneladas de hachís, destinado a ser exportado a los Países Bajos.

#### Filipinas
En Filipinas, Rodrigo Duterte se impuso ampliamente en las presidenciales de mayo después de una campaña centrada en la seguridad. Afirmando que el archipiélago se está convirtiendo en un narcoestado, el presidente electo prometió que miles de delincuentes serían abatidos para acabar de forma drástica con el crimen. En Manila, una destartalada ciudad de 12 millones de habitantes, se están viendo ya los aspectos extremos de esta campaña para "limpiar" las calles.
El Gobierno filipino reiteró ante el Consejo de Derechos Humanos que la campaña contra las drogas ilegales pretende evitar que el país se convierta en un narcoestado:

"La situación real en el país es muy grave y las ejecuciones extrajudiciales, torturas, desapariciones forzosas, detenciones ilegales y persecuciones a periodistas y líderes indígenas continúan en el país".
Jigs Clamor, miembro de la Alianza para el Progreso del Pueblo Filipino.

De parte de la ONG Human Rights Watch, su representante Jon Fisher pidió que se lleve a los responsables de estas muertes ante la Justicia.

### En Europa

#### Albania
En 2017, un reporte de la Open Society Fundation sobre Albania decía que las organizaciones criminales del país «controlan territorios, producen inversiones sustanciales y activamente influencias la política albanesa». Mientras que un informe de marzo de 2018 del Departamento de Estado de los Estados Unidos dijo que «Albania produce y exporta una significativa cantidad de marihuana, especialmente a Europa». También lo calificó como un país con «corrupción desenfrenada, instituciones jurídicas y gubernamentales débiles y control fronterizo laxo». En 2019, fue llamado un narcoestado por los medios The Independent y Vice, que lo calificó como el «primer narcoestado de Europa».

#### Países Bajos
En febrero de 2018, un informe de la unión neerlandesa de policías, basado en la opinión de 400 detectives, afirmó que los «Países Bajos cumple con muchas de las características de 
un narcoestado. Los detectives ven una economía paralela emergiendo». El reporte resaltaba el hecho de que los criminales crecían hasta volverse emprendedores adinerados que incursionan en varios mercados. Para 2020, el debate sobre si Países Bajos se está volviendo un narcoestado ya plagaba algunos medios nacionales, con plataformas internacionales como Vice o The Sun argumentando que el país va en camino a convertirse en uno. Más tarde, el medio TRT World lo calificó de esa manera.